# 細田佳央太
細田佳央太（日语：／ Hosoda Kanata；2001年12月12日—）是日本男演員，出身自東京都。所屬經紀公司為Amuse。
2019年，細田佳央太在超過1,000人的試鏡會中脫穎而出，獲得主演電影《町田君的世界》的機會，得以初次主演電影。

## 作品列表

### 電視劇
- FINAL CUT（2018年1月9日－3月13日，關西電視台）：飾演 早川慶介／中村慶介（高中時期）
- 魔法×戰士 魔力純心！（2018年4月1日－2019年3月24日，東京電視台）：飾演 邪魔彥 / 真加部正彥
- 家政夫三田園 第4季 第1集（2020年4月24日，朝日電視台）：飾演 岩瀨浩一
- 東大特訓班 第2季（2021年4月25日－6月27日，TBS）：飾演 原健太
- 鴉色刑事組 第4集（2021年4月26日，富士電視台）：飾演 瀧本陸
- 愛情幻影（2021年5月13日－7月16日，每日放送）：飾演 相樂淳平
- 距離初體驗還有1小時 第8集（2021年7月22日，每日放送）：飾演 相良裕司
- 這是戀愛！～不良少年與白手杖女孩～（2021年10月6日－12月15日，日本電視台）：飾演 青野陽太
- 如果，有一所只有帥哥的高中（2022年1月15日－3月19日，朝日電視台）：飾演 池田龍馬，主演
- 金田一少年之事件簿5 第1集（2022年4月24日，日本電視台）：飾演 真壁誠
- 家庭教師寅子（2022年7月20日－9月21日，日本電視台）：飾演 上原守
- 怎麼辦家康 第17回 - 第25回・最終回（2023年5月7日－7月2日・12月17日，NHK）：飾演 德川信康
- DROP剽悍少年（2023年6月2日－8月4日，WOWOW）：飾演 信濃川ヒロシ（主演）
- 費馬的料理 第1集・第6集 - 第8集（2023年10月20日、11月24日－12月8日，TBS）：飾演 廣瀨一太郎
- 電視報導記者～連接新聞的女性們～（2024年3月5日，日本電視台）：飾演 西原宏樹
- 95（2024年4月8日－6月10日，東京電視台）：飾演 丸山浩一
- 那孩子的孩子（2024年6月25日－9月17日，關西電視台・富士電視台）：飾演 月島寶
- 七夕之國（2024年7月4日－8月8日，Disney+）：飾演 南丸洋二
- 紅豆麵包（2025年－，NHK）：飾演 原豪

### 電影
- 偵探御手洗事件簿 星籠之海（2016年6月4日）：飾演 槙田邦彥（幼年）
- 町田君的世界（2019年6月7日）：飾演 町田一，主演
- 穿着十二單的惡魔（2020年11月6日）：飾演 伊藤水
- 她和他的戀愛花期（2021年1月29日）：飾演 水埜亘
- 青葉家的飯桌（2021年6月18日）：飾演 瀨尾雄大
- 不讓小孩子知道（2021年8月20日）：飾演 門司昭平
- 我想被高中女生殺死（2022年4月）：飾演 川原雪生

## 外部連結
- 經紀公司官方網站（日語）
- 細田佳央太的X（前Twitter）
- 細田佳央太的Instagram帳戶